# Entrega urgente
Entrega urgente (en hangul, 특송; en hanja, 特送; romanización revisada, Teuksong) es una película de acción y crimen surcoreana de 2022 escrita y dirigida por Park Dae-min para M Pictures, y protagonizada por Park So-dam, Song Sae-byeok y Kim Eui-sung. Se estrenó en cines el 12 de enero de 2022.
La película fue invitada oficialmente en la sección Harbour del 51º Festival Internacional de Cine de Róterdam, celebrado del 26 de enero al 6 de febrero de 2022. Obtuvo una audiencia de 439 177 espectadores, que dejaron una taquilla de 3,46 millones de dólares brutos.

## Trama
Jang Eun-ha fue una desertora norcoreana convertida ahora en repartidora especial en Busan. Un día va a Seúl para recoger al exjugador de béisbol Kim Doo-sik, involucrado en un negocio ilegal de apuestas. En el punto de recogida, Eun-ha se encuentra con el hijo de Doo-sik, Kim Seo-won, pero ambos acaban siendo perseguidos por Kyeong-pil, un oficial de policía corrupto que es también el cerebro organizador del negocio del juego. Kyeong-pil persigue a Seo-won porque quiere recuperar la clave de seguridad de una cuenta bancaria que contiene 30 millones de dólares, y que está en posesión de Seo-won. Doo-sik muere en la persecución mientras intenta proteger a Seo-won, lo que aprovecha Kyeong-pil para incriminar a Eun-ha por su muerte y por el secuestro de Seo-won. Los hombres de Kyeong-pil intentan raptar a Seo-won, pero Eun-ha logra someterlos después de una intensa persecución.
A continuación, Eun-ha vuelve a Busan y le cuenta lo sucedido a su jefe, el cual decide confeccionar pasaportes falsos para enviar a Seo-won al extranjero. Mientras está ocupado en ello, Kyeong-pil lo mata durante una pelea, y Eun-ha ataca a Kyeong-pil y sus hombres. Kyeong-pil sujeta a Seo-won a punta de pistola, después lo arroja al mar e intenta disparar a Eun-ha, pero esta lo apuñala y se arroja con él en el mar. Seo-won se salva, Eun-ha finge su muerte y escapa de la policía. Días después, Seo-won es admitido en un orfanato y en una escuela, donde vive su vida felizmente. Después de la escuela, Seo-won finalmente se encuentra con Eun-ha y se dirigen hacie el orfanato, pero Eun-ha recibe un mensaje de un cliente y le dice a Seo-won que deben desviarse a un punto de recogida, indicando que ella todavía trabaja como empleada de entrega especial.

## Reparto
- Park So-dam como Jang Eun-ha, una repartidora.[3]
- Song Sae-byeok como Jo Kyeong-pil, un investigador que persigue a Eun-ha.
- Kim Eui-sung como Baek Kang-cheol, presidente de Baekgang Industries, una empresa de entregas especiales.[4]
- Jung Hyun-joon como Kim Seo-won.[5]
- Yeon Woo-jin como Kim Doo-sik, un cliente especial, padre de Seo-won.
- Yeom Hye-ran como Han Mi-young, perseguidor de Eun-ha del Servicio de Inteligencia Nacional.[6]
- Han Hyun-min como Asif, experto en reparación de vehículos exprés.[7]
- Heo Dong-won como Sang-hoon.
- Kim Ye-eun como Ji-seon.
- Park In-su como el oficial de policía del depósito de chatarra.

### Apariciones especiales
- Yoo Seung Ho.[8]
- Jeon Seok-ho.
- Choi Deok-moon.

## Producción
La producción comenzó el 29 de mayo de 2019 con Park So-dam, Song Sae-byeok, Kim Eui-sung y Jung Hyeon-jun confirmados como protagonistas. Park Dae-min fue confirmado como director de la película. Park So-dam y Jung Hyeon-jun habían trabajado ya juntos en la película Parasite (2019).  Yeon Woo-jin, Yeom Hye-ran y Han Hyun-min se unieron al reparto en papeles secundarios.El rodaje comenzó el 29 de mayo de 2019. El 4 de junio se distribuyeron imágenes de la lectura del guion.

## Banda sonora original
La banda sonora original de la película se estrenó el 5 de enero de 2022. Esta es la tercera colaboración del director musical Hwang Sang-joon con el director Park Dae-min, después de Private Eye (2009) y Seondal: The Man Who Sells the River (2016). La música fue apreciada por el público que vio el avance.

| N.º             | Título                      | Artista         | Duración |
| --------------- | --------------------------- | --------------- | -------- |
| 1.              | "Follow You"                | Cardigan Club   | 3:52     |
| 2.              | "Make Your Money, Shake It" | Black Gatsby    | 2:54     |
| 3.              | "Can You Drive?"            | Hwang Sang-jun  | 1:03     |
| 4.              | "First Express"             | Hwang Sang-jun  | 2:22     |
| 5.              | "Delivery"                  | Eunji Park      | 3:21     |
| 6.              | "Villain"                   | Eunji Park      | 3:05     |
| 7.              | "No Problem"                | Taehyun Lee     | 3.26     |
| 8.              | "Speed1"                    | Hwang Sang-jun  | 2:01     |
| 9.              | "Speed2"                    | Hwang Sang-jun  | 3:21     |
| 10.             | "Drop"                      | Taehyun Lee     | 3:42     |
| 11.             | "Villain Ver2"              | Eunji Park      | 2:36     |
| 12.             | "Smog"                      | Hwang Sang-jun  | 4:35     |
| 13.             | "Parking Lot Action"        | Eunji Park      | 3:37     |
| 14.             | "My Partner"                | Hwang Sang-jun  | 1:23     |
| 15.             | "Express Epilogue"          | Eunji Park      | 2:13     |
| Duración total: | Duración total:             | Duración total: | 43:31    |

## Estreno
El estreno de la película estaba previsto para 2020, pero a causa de la pandemia de Covid 19 se aplazó de modo indefinido; más adelante se programó para el 5 de enero de 2022,pero la fecha se retrasó una semana, hasta el 12 de enero. Fuera de su país, la película fue invitada oficialmente a la sección Harbour del 51.º Festival Internacional de Cine de Róterdam, que se celebró del 26 de enero al 6 de febrero de 2022, y a la sección de competición del 24.º Festival de Cine del Lejano Oriente de Udine, celebrado del 22 de abril al 30 de abril de 2022.Además, se vendió previamente a 47 países de todo el mundo. Después de su lanzamiento el 12 de enero en Corea del Sur, se estrenó en Hong Kong, Singapur y Mongolia los días 13 y 14 de enero, y en Indonesia y Taiwán los días 19 y 28 de enero respectivamente.También fue invitada al 26.º Festival Internacional de Cine Fantasia y se proyectó para su estreno en Norteamérica el 14 de julio de 2022.
El filme entró asimismo en la sección de competición de suspense del 40.º Festival Internacional de Cine Fantástico de Bruselas, y se proyectó en su estreno en Bélgica el 6 de septiembre de 2022.

### Cine en casa
La película estuvo disponible para transmisión en IPTV (Olleh TV, B TV, LG U+ TV), Home Choice, TVING, Naver TV, WAVVE, Google Play, KT skylife, Cinefox y KakaoPage desde el 4 de febrero de 2022.

## Recepción

### Taquilla
La película se estrenó en 995 pantallas el 12 de enero de 2021. Según la red informática integrada del Korean Film Council (Kofic), la película, con 233 462 entradas, ocupó el puesto número 2 en la taquilla coreana el fin de semana de estreno.  
Al 5 de julio de 2022, había recaudado 3,25 millones de dólares estadounidenses gracias a la venta de 443 177 entradas, situándose por este concepto en la vigésimo quinta posición entre las películas surcoreanas estrenadas en el año.

### Crítica
Baek Seung-chan, escribiendo para el Kyunghyang Shinmun, apreció las actuaciones de Park So-dam y Song Sae-byeok. Comparando la película con las estadounidenses Baby Driver (2017) y Drive (2011), Baek afirmó que la Entrega urgente es divertida y «el diseño de escena que aprovecha las características culturales de Corea es interesante». Por otro lado, criticó la forma en que la película trata a los niños. Para concluir, escribió: «Entrega urgente utiliza fácilmente la difícil situación de los niños y los socialmente desfavorecidos como una combinación adecuada para películas de género».

## Premios y nominaciones
| Año  | Premios                                               | Categoría                              | Candidato        | Resultado | Ref.          |
| ---- | ----------------------------------------------------- | -------------------------------------- | ---------------- | --------- | ------------- |
| 2022 | 58.º Premios de las Artes Baeksang                    | Mejor actriz                           | Park So-dam      | Nominada  | [ 27 ] [ 28 ] |
| 2022 | 58.º Premios de las Artes Baeksang                    | Premio Mejor Técnica (Artes Marciales) | Choi Seong-gyeom | Nominada  | [ 27 ] [ 28 ] |
| 2022 | 26.º Festival Internacional de Cine Fantasía          | Mención especial del jurado            | Entrega especial | Ganadora  | [ 29 ] [ 30 ] |
| 2022 | Festival Internacional de Cine Fantástico de Bruselas | Black Raven                            | Entrega especial | Nominada  | [ 20 ]        |
| 2022 | Premios Chunsa de Arte Cinematográfico 2022           | Mejor actriz                           | Park So-dam      | Nominada  | [ 31 ]        |
| 2022 | 43.ª Premios de cine Blue Dragon                      | Mejor actriz                           | Park So-dam      | Nominada  | [ 32 ]        |
| 2022 | 58º Premios Grand Bell                                | Mejor actriz                           | Park So-dam      | Nominada  | [ 33 ] [ 34 ] |